# Estufa
L'Estufa est un bâtiment universitaire américain à Albuquerque, au Nouveau-Mexique. Situé sur le campus principal de l'université du Nouveau-Mexique, il a été dessiné par William G. Tight et des étudiants dans le style Pueblo Revival. Construit en 1907-1908, il est inscrit au New Mexico State Register of Cultural Properties depuis le 7 janvier 1988 ainsi qu'au Registre national des lieux historiques depuis le 22 septembre 1988.

## Nom commun
Une estufa est également un synonyme de kiva.